# Comuna Vetiș, Satu Mare
Vetiș (în maghiară: Vetés) este o comună în județul Satu Mare, Transilvania, România, formată din satele Decebal, Oar și Vetiș (reședința).

## Demografie
Componența etnică a comunei Vetiș
     Români (55,2%)
     Maghiari (30,44%)
     Romi (3,7%)
     Ucraineni (1,52%)
     Alte etnii (0,3%)
     Necunoscută (8,84%)
Componența confesională a comunei Vetiș
     Ortodocși (46,49%)
     Reformați (27,79%)
     Romano-catolici (6,07%)
     Greco-catolici (3,97%)
     Penticostali (3,6%)
     Alte religii (2,75%)
     Necunoscută (9,32%)
Conform recensământului efectuat în 2021, populația comunei Vetiș se ridică la 5.384 de locuitori, în creștere față de recensământul anterior din 2011, când fuseseră înregistrați 4.788 de locuitori. Majoritatea locuitorilor sunt români (55,2%), cu minorități de maghiari (30,44%), romi (3,7%) și ucraineni (1,52%), iar pentru 8,84% nu se cunoaște apartenența etnică. Din punct de vedere confesional, cei mai mulți locuitori sunt ortodocși (46,49%), cu minorități de reformați (27,79%), romano-catolici (6,07%), greco-catolici (3,97%) și penticostali (3,6%), iar pentru 9,32% nu se cunoaște apartenența confesională.

## Politică și administrație
Comuna Vetiș este administrată de un primar și un consiliu local compus din 15 consilieri. Primarul, Ionel-Daniel Codrea[*], de la Partidul Social Democrat, este în funcție din 1 noiembrie 2024. Începând cu alegerile locale din 2024, consiliul local are următoarea componență pe partide politice:
|  | Partid                                 | Consilieri | Componența Consiliului | Componența Consiliului | Componența Consiliului | Componența Consiliului | Componența Consiliului | Componența Consiliului | Componența Consiliului |
|  | -------------------------------------- | ---------- | ---------------------- | ---------------------- | ---------------------- | ---------------------- | ---------------------- | ---------------------- | ---------------------- |
|  | Uniunea Democrată Maghiară din România | 7          |                        |                        |                        |                        |                        |                        |                        |
|  | Partidul Social Democrat               | 7          |                        |                        |                        |                        |                        |                        |                        |
|  | Partidul Național Liberal              | 1          |                        |                        |                        |                        |                        |                        |                        |